# Лойе, Экхард
Э́кхард Ло́йе (нем. Eckhard Leue; 20 марта 1958, Магдебург) — немецкий гребец-каноист, выступал за сборную ГДР в конце 1970-х годов. Серебряный призёр летних Олимпийских игр в Москве, победитель многих регат национального и международного значения. Также известен как тренер по гребле на байдарках и каноэ.

## Биография
Экхард Лойе родился 20 марта 1958 года в городе Магдебурге. Активно заниматься греблей начал в раннем детстве, поскольку его родители тоже были гребцами на каноэ. Проходил подготовку в местном одноимённом спортивном клубе «Магдебург».
Первого серьёзного успеха на взрослом международном уровне добился в 1980 году, когда впервые попал в основной состав национальной сборной ГДР и благодаря череде удачных выступлений удостоился права защищать честь страны на летних Олимпийских играх в Москве. В программе одноместных каноэ успешно вышел в финал и завоевал в итоге медаль бронзового достоинства — в решающем заезде проиграл болгарину Любомиру Любенову и советскому гребцу Сергею Пострехину.
Вскоре после московской Олимпиады Лойе принял решение завершить спортивную карьеру и перешёл на тренерскую работу. Работал тренером по гребле на байдарках и каноэ в своём родном клубе в Магдебурге, возглавлял молодёжную сборную Германии по гребле. Его дети Фридерикке и Эрик тоже стали довольно известными гребцами на каноэ, являются призёрами мировых первенств.